# Catherine Schell
Catherine Schell, all'anagrafe Katherina Freiin Schell von Bauschlott (Budapest, 17 luglio 1944), è un'attrice ungherese naturalizzata britannica, nota soprattutto per avere interpretato il ruolo di Maya nella serie televisiva di grande successo Spazio 1999.

## Biografia
Di origini ungheresi e discendenza nobile tedesca, dopo la fine della seconda guerra mondiale si trasferì con la famiglia negli Stati Uniti. Nel 1969 recitò nel film Agente 007 - Al servizio segreto di Sua Maestà, accanto a George Lazenby e Diana Rigg. Apparve anche in un episodio di Attenti a quei due nel ruolo di novella sposa di Brett Sinclair (Roger Moore).
Nel 1974 fa parte del cast delle serie britannica Napoleon and Love, insieme ad attori come Ian Holm, Billie Whitelaw e Peter Bowles, nelle vesti di Maria Walewska. Nel 1975 apparve contrapposta a Peter Sellers nella commedia La Pantera Rosa colpisce ancora, nel ruolo di Lady Claudine Lytton.
Dopo aver interpretato, nella prima stagione della serie televisiva Spazio 1999, l'aliena schiava del grande guardiano nell'episodio Il pianeta incantato (1975), per l'intero 1976 fu impegnata come protagonista nella seconda stagione della stessa serie, interpretando l'aliena mutante Maya del pianeta Psycon, ruolo che le diede una grande notorietà.
La Schell apparve in un'altra serie televisiva sci-fi britannica, Doctor Who, come la Contessa Scarlioni nell'episodio City of Death (1979).
Nel 1979 fu diretta dal regista Richard Quine nel film Il prigioniero di Zenda. Nel 1993 fece parte del cast del film Piccolo grande amore, come spalla dei protagonisti Barbara Snellenburg e Raoul Bova. Ha vissuto a lungo in Francia dove è stata la proprietaria di un bed and breakfast in Alvernia insieme al secondo marito Bill Hays, morto nel 2006. Successivamente si è trasferita a Londra.

## Filmografia parziale

### Cinema
- La regina del Rio delle Amazzoni (Lana - Königin der Amazonen), regia di Cyl Farney (1964)
- Grande rapina alla torre di Londra (Das Verrätertor), regia di Freddie Francis (1964)
- Senza di loro l'inferno è vuoto (Hell Is Empty), regia di John Ainsworth, Bernard Knowles (1967)
- Superspia K (Assignment K), regia di Val Guest (1968)
- Amsterdam Affair, regia di Gerry O'Hara (1968)
- Luna zero due (Moon Zero Two), regia di Roy Ward Baker (1969)
- Agente 007 - Al servizio segreto di Sua Maestà (On Her Majesty's Secret Service), regia di Peter R. Hunt (1969)
- Agente segreto al servizio di madame Sin (Madame Sin), regia di David Greene (1972)
- Il caso Drabble (The Black Windmill), regia di Don Siegel (1974)
- Agente Callan, spara a vista (Callan), regia di Don Sharp (1974)
- La Pantera Rosa colpisce ancora (The Return of the Pink Panther), regia di Blake Edwards (1975)
- Gulliver nel paese di Lilliput (Gulliver's Travel), regia di Peter R. Hunt (1977)
- Il prigioniero di Zenda (The Prisoner of Zenda), regia di Richard Quine (1979)
- Piccolo grande amore, regia di Carlo Vanzina (1993)

### Televisione
- Attenti a quei due (The Persuaders!) – serie TV, episodio 1x19 (1972)
- Spazio: 1999 (Space: 1999) – serie TV, 24 episodi (1975-1977)
- Il ritorno di Simon Templar (Return of the Saint) – serie TV, episodio 1x11 (1978)
- Sherlock Holmes e il dottor Watson (Sherlock Holmes and Doctor Watson) – serie TV, episodio 1x18 (1980)
- Dracula – miniserie TV (2020)